# جان بیسلی (هنرپیشه)
جان بیسلی (به انگلیسی: John Beasley) (زاده ۲۶ ژوئن ۱۹۴۳-۲۰۲۳)، بازیگر آمریکایی است.
بیسلی با جودی بیسلی ازدواج کرد و تا زمان مرگ او نزدیک به شصت سال شوهرش باقی ماند. آنها دو پسر و شش نوه داشتند. سرانجام بیسلی در ۳۰ مه ۲۰۲۳ در بیمارستانی در اوماها در سن ۷۹ سالگی درگذشت.
از فیلم‌های معروف او می‌توان به بازی در فیلم سربلند، ارواح گمشده، آخرین حرف، رودی، طلسم، قلب رام‌نشده و آتش‌افروز اشاره کرد.